# Nancy Darsch
Nancy Darsch, née le 29 décembre 1951 à Plymouth (Massachusetts) et morte le 2 novembre 2020 à Plymouth, est une joueuse et entraîneuse américaine de basket-ball. Diplômée du Springfield College, puis de l'université du Tennessee, elle devient entraîneuse dans les championnats universitaires, en WNBA et pour l'équipe nationale américaine.

## Biographie
Sa carrière dans le coaching débute à la Longmeadow High School dans le Massachusetts où elle encadre le basket-ball, le softball et le hockey sur gazon de 1973 à 1978. Comme adjointe de Pat Summitt de 1978 à 1985, elle dirige l'équipe féminine des Volunteers du Tennessee et participe à cinq Final Four, les trois premiers dans le cadre de l'Association for Intercollegiate Athletics for Women, les suivants en NCAA. Nancy Darsch devient entraîneuse titulaire des Buckeyes d'Ohio State en 1985. En 12 saisons, son équipe remporte quatre titres de la Big Ten Conference et la qualifie à sept reprises pour le tournoi final NCAA avant d'être remerciée. En 1993, Ohio State obtient un bilan de 24 victoires pour 4 défaites, remporte le titre de la Big Ten. Menée par Katie Smith, l'équipe d'Ohio State est cependant battue en finale du championnat NCAA 84 à 82 par Texas Tech menée par Sheryl Swoopes. Son bilan dans l'Ohio se solde par 234 victoires (65,2 %) pour 125 défaites.
Nancy Darsch dirige également plusieurs équipes en WNBA. Dès la saison inaugurale de la ligue professionnelle en 1997, elle est entraîneuse du Liberty de New York, qui dispute la rencontre inaugurale de la ligue face aux Sparks de Los Angeles, remporté par le Liberty le 21 juin 1997 sur le score de 67 à 57. le bilan acquis de  17 succès pour 11 revers lui ouvre les portes des premières Finales WNBA, mais le premier titre est remporté par les Comets de Houston. Avec New York, son bilan est de 36 victoires pour 24 défaites, mais elle est remerciée à la fin de sa seconde saison. En 1999, Nancy Darsch rejoint les Mystics de Washington. Après deux saisons, elle devient scout de la franchise. De 2003 à 2005, elle est assistante du Lynx du Minnesota. Son bilan est de 57 victoires pour autant de défaites en quatre saisons comme entraîneuse titulaire. En 2006 et 2007, elle est entraîneuse adjointe des Eagles de Boston College en 2006 et 2007 pour un bilan de 33 victoires et 27 défaites et une invitation au WNIT.Par la suite, elle rejoint le Storm de Seattle comme assistante de 2008 à 2013 avant de prendre sa retraite, non sans avoir contribué au titre du Storm en 2010 sous la direction de Brian Agler.

## USA Basketball
À compte de 1984, Darsch rejoint USA Basketball. Elle est membre de l'équipe nationale américaine qui remporte la médaille d'or en 1984 à Los Angeles, comme assistante de Pat Summmit, et 1996 à Atlanta, comme assistante de Tara VanDerveer.
Darsch est assistante de l'équipe qui participe à la Coupe William Jones en 1984 à Taïwan. Dans la rencontre d'ouverture, les Etats-Unis s'imposent 82 à 20, l'écart le plus faible des huit rencontres toutes remportées par les USA étant de 23 points face à l'Italie. Cheryl Miller est la leader de l'équipe aux points, aux rebonds, à l'adresse aux lancers francs, aux passes décisives et aux interceptions. Le meilleur cinq du tournoi comprend Cheryl Miller, mais aussi Lynette Woodard et Denise Curry.
Darsch est également assistante au Championnat du monde universitaires disputé à Sheffield en juillet 1991. Les USA remportent toutes les rencontres de poule, puis 135 à 53 contre la Roumanie avec 40 points de Ruthie Bolton. Avec une adresse faible, les Américaines s'imposent de justesse 79 à 76 face à la Chine, puis un peu plus facilement 88 à 62 face à l'Espagne. Lisa Leslie et Carolyn Jones sont les figures marquantes de cette équipe.
Nancy Darsch est également assistante pour le championnat du monde 1994 disputé en Australie à Sydney. Après trois succès faciles, les Américaines battent leurs hôtes australiennes de 18 points. Après avoir été menées en fin de rencontre par la Slovaquie, les Américaines s'imposent de justesse 103 à 96 en quart de finale, mais doivent céder 110 à 107 contre le Brésil. Les Américaines battent de nouveau les Australiennes pour conquérir la médaille de bronze.

## Palmarès

### Équipe nationale
- Jeux olympiques d'été
  -  Médaille d'or aux Jeux olympiques de 1984
  -  Médaille d'or aux Jeux olympiques de 1996
- Médaille d'or au championnat du monde universitaires 1991
- Médaille de bronze au championnat du monde 1994
- Médaille d'or aux Goodwill Games de 1994
- Médaille d'or à la Coupe William Jones de 1984

### En club
- Quatre fois championne de la Big Ten Conference
- Championne WNBA 2010 avec le Storm de Seattle

## Récompenses individuelles
Le 25 septembre 2014, Nancy Darsch est introduite Ohio State Athletics Hall of Fame.

## Mort
Nancy Darsch meurt à l'âge de 68 ans le 2 novembre 2020 des suites de la maladie de Parkinson